# Ábel Károly

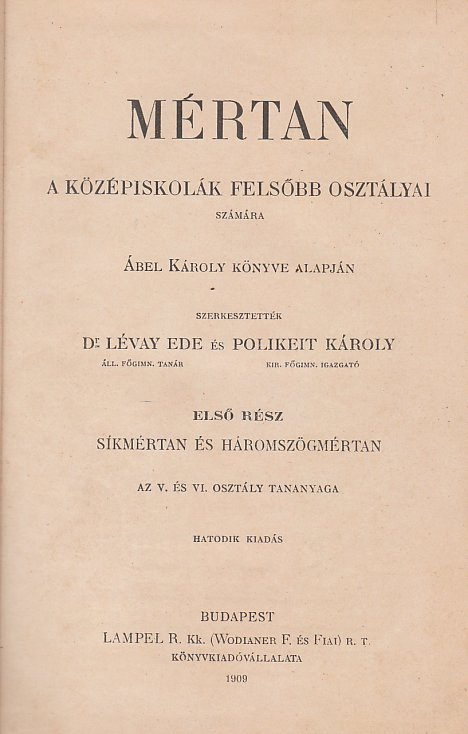
Ábel Károly Mértan a középiskolák felsőbb osztályai számára. I. rész: Síkmértan és háromszögmértan című művének 1904-es címlapja

Ábel Károly (Buda, 1836 – Budapest, 1877. január 9.) magyar gimnáziumi tanár, matematikus, szakíró, tankönyvíró.

## Élete és munkássága
Édesapja, Ábel Márton elemi iskolai tanítóként dolgozott Buda városában. 1861-ben tanárként kezdett el dolgozni a pesti I. kerületi királyi egyetemi főgimnáziumban, ahol a matematika és a természettan tárgyait tanította. 1870-től kezdődően tudományos jellegű szakcikkei jelentek meg a Természettudományi Közlönynek, valamint az Országos Tanáregylet Közlönyének hasábjain. 1870-ben a Természettudományi Közlöny második kötetének 16. füzetében a színképelemzés témájában részletes cikke jelent meg A színkép-elemzés cím alatt. 1874-ben a budapesti II. kerületi gimnázium értesítőjében a kör központi vetületeiről jelent meg egy írása.
1865-ben Budapesten két kötetből álló geometriai témájú tankönyve jelent meg Mértan középtanodák felsőbb osztályai számára cím alatt. 1867-ben Pesten újabb tankönyvet adott ki Mértan középtanodák számára címmel. 1872-ben utóbbi munkájának köteteit másodszor is kiadták, a harmadik kiadás megjelenésére 1886-ban került sor. 1877. január 9-én hunyt el Budán. Két tankönyve elhalálozását követően több kiadást is megért. Kétkötetes műve 1909-ben Mértan a középiskolák felsőbb osztályai számára (I. rész: Síkmértan és háromszögmértan. II. rész: Térmértan és az elemző síkmértan alapvonalai) címmel jelent meg Lampel Róbert, illetve Wodianer F. és fiai kiadásában.

## Munkái
- Mértan középtanodák felsőbb osztályai számára. I–II. rész. Budapest, 1865.
- Mértan középtanodák számára. Pest, 1867.
- Mértan középtanodák felsőbb osztályai számára. I–II. rész. Pest: Khór és Wein, 1872.
- Mértan középiskolák felsőbb osztályai számára. I–II. rész. Budapest: Pallas (Lampel Róbert), 1886.
- Geometria. I–II. rész. Budapest: Lampel Róbert, 1904.
- Mértan középiskolák felsőbb osztályai számára. I–II. rész. Budapest: Lampel Róbert (Wodianer F. és fiai), 1909.

### Katalógusok
- Mértan : középtanodák felsőbb osztályai számára / írta Ábel Károly. Könyvtár Corvina OPAC. (Hozzáférés: 2012. június 21.)
- Ábel Károly. Országos Széchényi Könyvtár. Magyar Könyvészet: 1712–1920: 1886–1900. (Hozzáférés: 2021. február 7.)